# 東雲衑藏
東雲 衑藏（しののめ れいぞう、「れい」は「行」の偏と旁の間に「令」、1886年（明治19年）5月9日 - 1949年（昭和24年）9月5日）は、徳島県勝浦郡出身で雷部屋に所属した大相撲力士。本名は相原 衑三（改姓：関）。最高位は東小結。身長173cm、体重105kg。幕末期に活躍した千羽ヶ嶽兵右エ門（元前頭2枚目）は伯父に当たる。

## 来歴
入門前は樺太で漁業に従事したが、1912年（明治45年）鬼ヶ谷に勧誘され5月幕下付出で初土俵。四股名はこの時から東雲。一時三段目に陥落したこともあったが、このとき三段目優勝を記録している。1917年（大正6年）5月新十両、1920年（大正9年）1月新入幕。1923年（大正12年）1月新小結。胸が厚く肩幅の広い体格で、怪力を生かして右四つで寄る正攻法の巧い取り口は高い地力を見せた。1925年（大正14年）5月廃業。その後は料亭を経営しながら土地相撲の指導に当たった。

## 主な成績
- 通算成績：57勝60敗3分1預22休 勝率.487（便宜上幕内と十両の合計を示す。他に幕下以下の記録として、三段目優勝時の5勝がある）
- 幕内成績：39勝49敗3分22休 勝率.443
- 現役在位：27場所
- 幕内在位：11場所
- 三役在位：1場所（小結1場所）

### 場所別成績
| 1912年 （明治45年） | x                   | 幕下付出 –              |
| 1913年 （大正2年） | 西幕下45枚目 –      | 東三段目2枚目 –         |
| 1914年 （大正3年） | 西三段目13枚目 –    | 東三段目24枚目 –        |
| 1915年 （大正4年） | 東三段目9枚目 –     | 西三段目20枚目 優勝 5–0 |
| 1916年 （大正5年） | 西幕下44枚目 –      | 西幕下31枚目 –          |
| 1917年 （大正6年） | 東幕下22枚目 –      | 東十両10枚目 3–2        |
| 1918年 （大正7年） | 東十両5枚目 4–3     | 東十両3枚目 2–2         |
| 1919年 （大正8年） | 東十両6枚目 4–2     | 東十両2枚目 5–2 1預     |
| 1920年 （大正9年） | 西前頭14枚目 6–4    | 西前頭7枚目 4–4 2分     |
| 1921年 （大正10年） | 西前頭10枚目 2–7–1  | 東前頭10枚目 7–3        |
| 1922年 （大正11年） | 東前頭2枚目 2–7 1分 | 西前頭5枚目 7–3         |
| 1923年 （大正12年） | 東小結 3–7          | 西前頭3枚目 3–7–1       |
| 1924年 （大正13年） | 西前頭6枚目 0–0–10  | 東前頭11枚目 2–4–5      |
| 1925年 （大正14年） | 東前頭16枚目 3–3–5  | 東十両筆頭 引退 0–0–0   |
| 各欄の数字は、「勝ち-負け-休場」を示す。 優勝 引退 休場 十両 幕下 三賞：敢=敢闘賞、殊=殊勲賞、技=技能賞 その他：★=金星 番付階級：幕内 - 十両 - 幕下 - 三段目 - 序二段 - 序ノ口 幕内序列：横綱 - 大関 - 関脇 - 小結 - 前頭（「#数字」は各位内の序列） |                     |                         |

- 幕下以下の地位は小島貞二コレクションの番付実物画像による。